# Chiesa di San Floriano (Jesi)
La Chiesa di San Floriano è un ex luogo di culto cattolico che sorge sulla centrale Piazza Federico II, poco lontana dalla Cattedrale di San Settiminio, nella città di Jesi (AN), nelle Marche.
Rappresenta la chiesa più importante della città sotto il profilo storico e religioso. Infatti fin dal XII secolo fu dedicata al patrono del nasciuturo Libero Comune di Jesi e divenne il tempio ufficiale della Respublica Æsina, ove si svolgevano le più importanti cerimonie pubbliche e religiose. La più solenne era quella che si svolgeva il 4 maggio, giorno della festa del Santo, per la "Presentazione del Palio di San Floriano" da parte dei Castelli di Jesi in segno di omaggio e sottomissione alla Città-Regia. Questo evento iniziato verso la metà del 1200 si protrasse fino al 1808, quando fu abolito da Napoleone.
Attualmente l'edificio è sede del teatro studio Valeria Moriconi, dedicato all'attrice jesina.

## Storia e descrizione

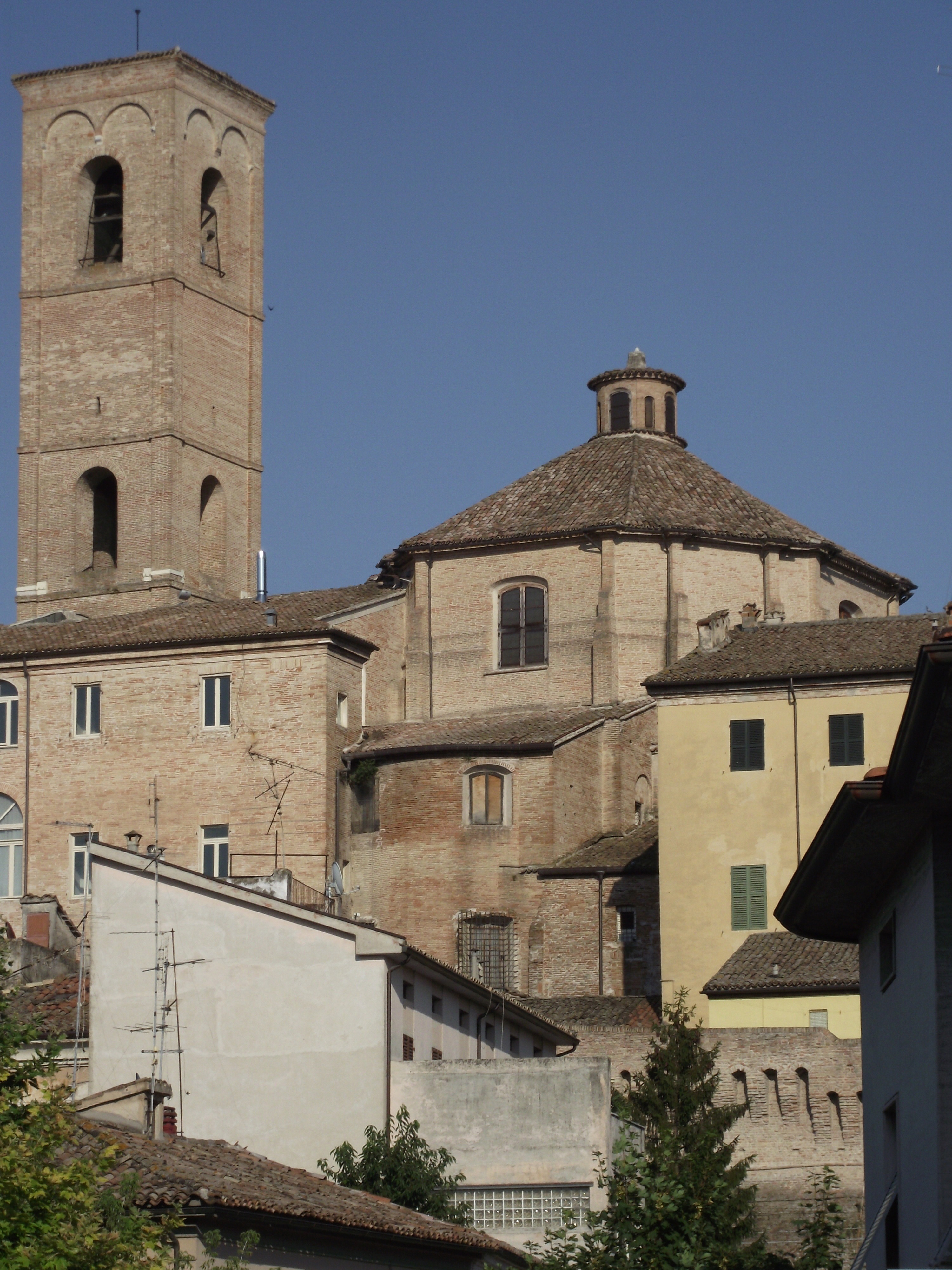
Veduta posteriore della chiesa e del campanile, dalle mura.

### Origini
Quest'area in epoca romana era sede del Foro e in questo punto sembrerebbe si ergesse un tempio romano. Una prima chiesa in questo luogo, dedicata a San Giorgio, sembrerebbe sia stata eretta dai Longobardi nel VI secolo o nella prima metà del VII. Era orientata in direzione nord-sud, con ingresso sul cortile dell'attuale Palazzo Ghisleri Nuovo, e sarebbe stata divisa in tre navate da pilastri che sorreggevano archi a tutto sesto, abside emicicliche e copertura a capriate. Secondo alcuni studiosi, quest'edificio venne gravemente danneggiato nel terremoto dell'847 che distrusse l'acropoli jesina; secondo altri, sarebbe stata edificata proprio negli anni successivi al terremoto; altri ancora la fanno risalire all’ultimo scorcio del 1100.
Certo è che un tempio medievale, a navata unica, vi sorgesse in epoca romanica, tanto che negli stipiti della porta d'ingresso odierna sono visibili alcune pietre intagliate in stile romanico, che insieme al possente campanile, costituiscono i resti dell'edificio medievale. Verso la metà del XII secolo San Floriano venne scelto come patrono del nascituro Libero Comune di Jesi e questa chiesa venne a lui dedicata divenendone il tempio ufficiale della Respublica Æsina.

### Modifiche rinascimentali
Nel 1439 venne affidata ai Frati Minori Conventuali, provenienti dal convento di San Marco, ai quali il Comune conferì anche la custodia del "Bossolo del Regimento", utilizzato dall'oligarchia jesina per l'estrazione della nomina delle cariche pubbliche.
Dal 1478 i Padri conventuali intrapresero un rinnovamento interno del tempio medioevale. Per aumentare i volumi dell'edificio, contornato da strade pubbliche, si smussarono gli angoli interni della chiesa all’ incrocio delle navate in modo da creare un ottagono e si cambiò l'orientamento aprendo la facciata sulla piazza. Vennero così ricavati gli spazi necessari all'apertura delle cappelle e l'edificio appariva più imponente e più "moderno". Il tempio si arricchì di opere notevoli, anche per merito delle due Confraternite che vi avevano sede: la "Confraternita del Buon Gesù", per conto della quale Lorenzo Lotto eseguì nel 1512 la Deposizione, e la "Confraternita di Santa Lucia", su commissione della quale lo stesso Lotto dipinse, attorno al 1530-32, la pala di Santa Lucia davanti al giudice. Inoltre sempre per questa chiesa, Lotto dipinse in quel periodo anche l'Annunciazione, oggi conservate nella Pinacoteca Civica assieme ai sarcofagi e ai bassorilievi che originariamente adornavano la chiesa. Nel 1599 lavori all'annesso convento, portarono alla luce delle statue e teste romane di epoca imperiale, ma vennero subito risotterrate.

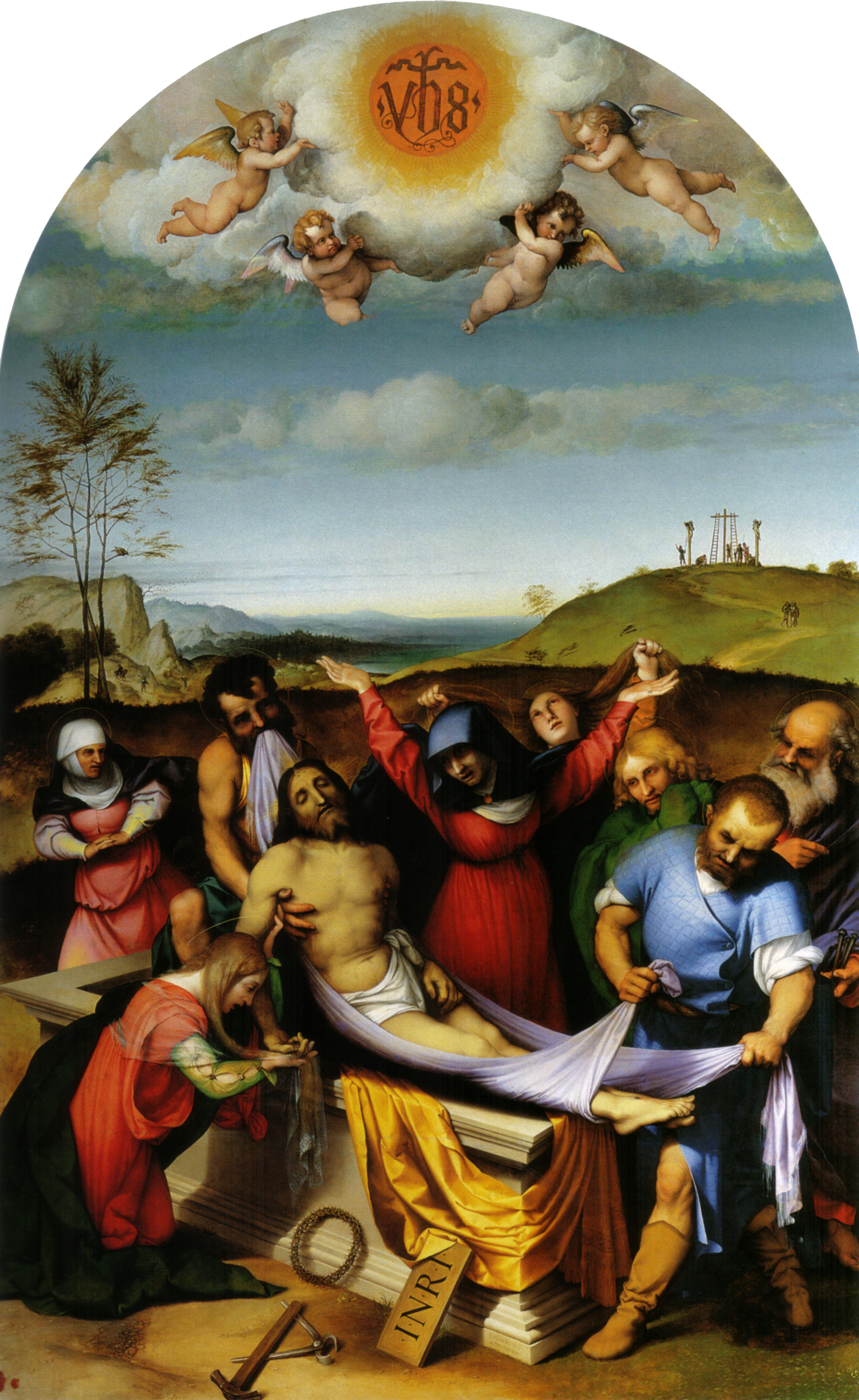
Deposizione, Lorenzo Lotto, 1512
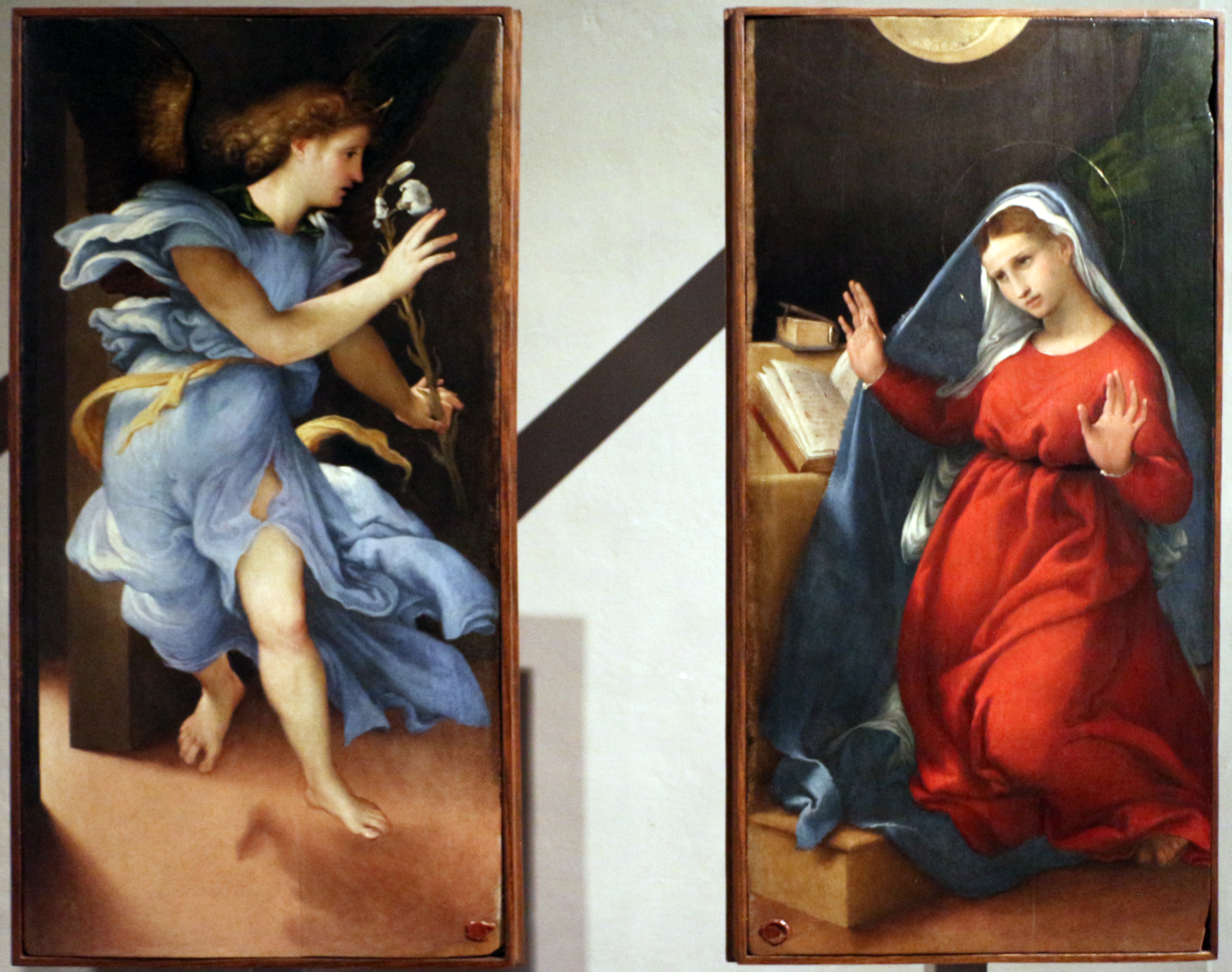
Annunciazione, Lorenzo Lotto, 1525
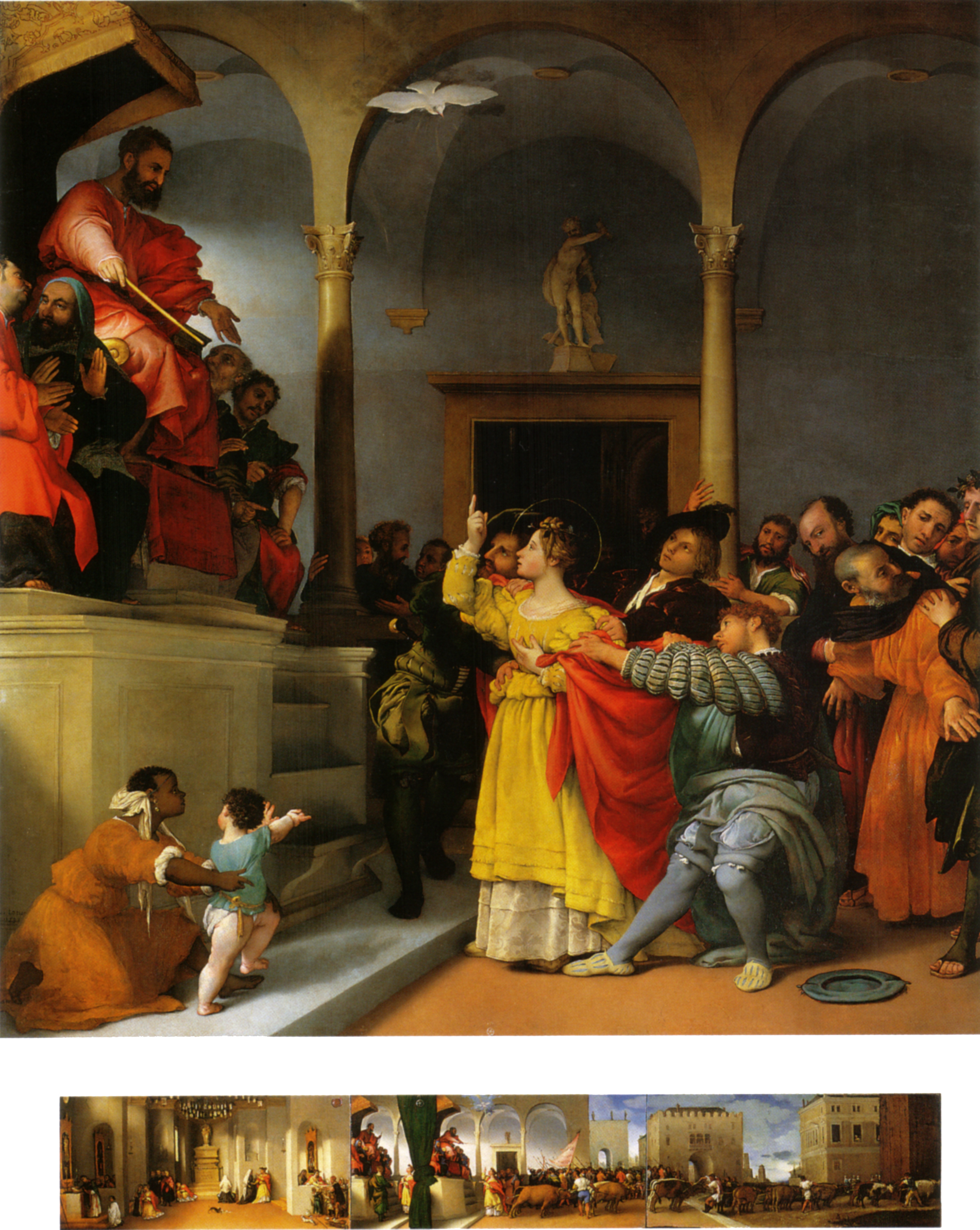
Santa Lucia davanti al giudice, Lorenzo Lotto, 1530-32

### Epoca barocca

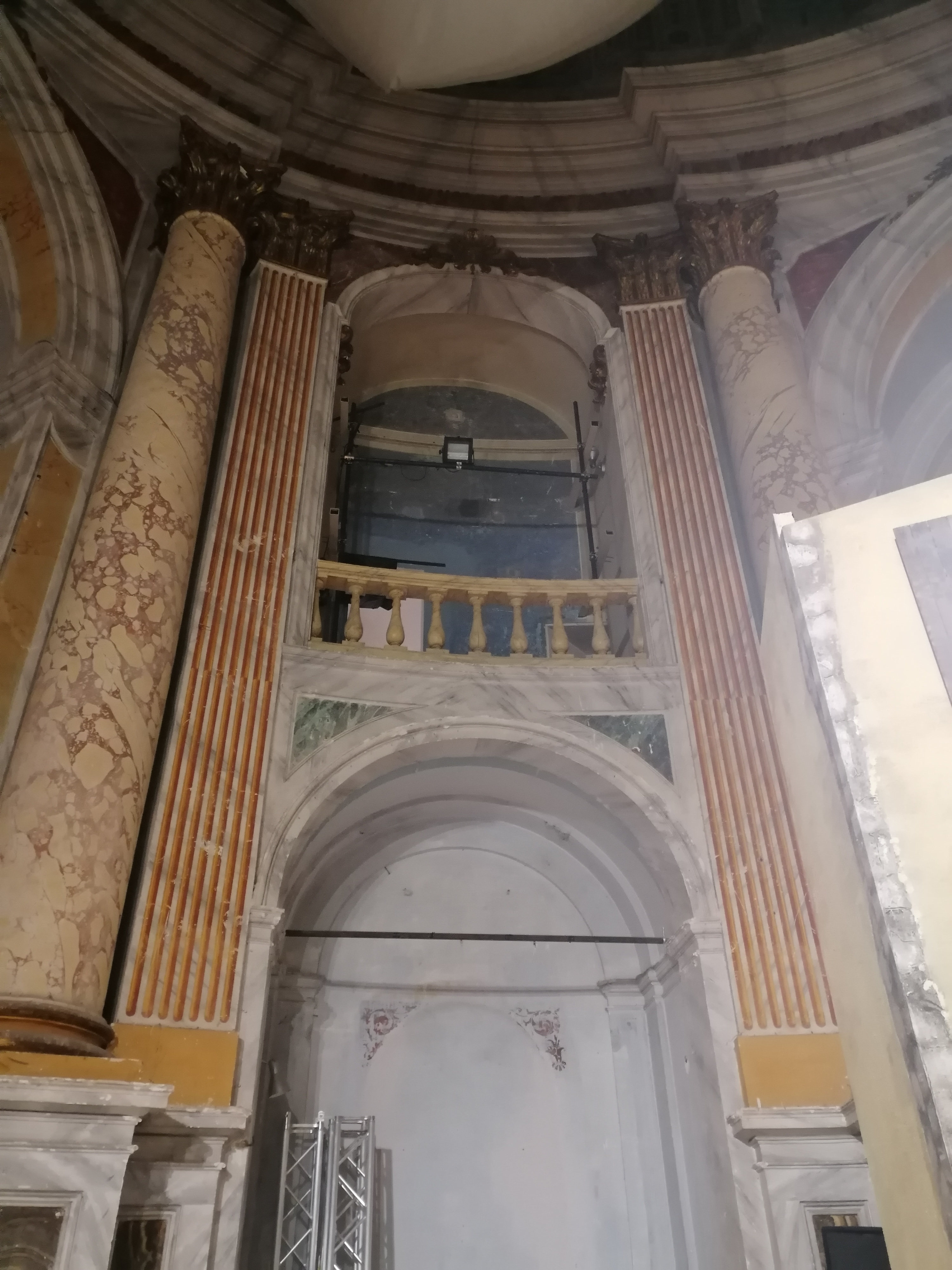
Particolare dell'interno.

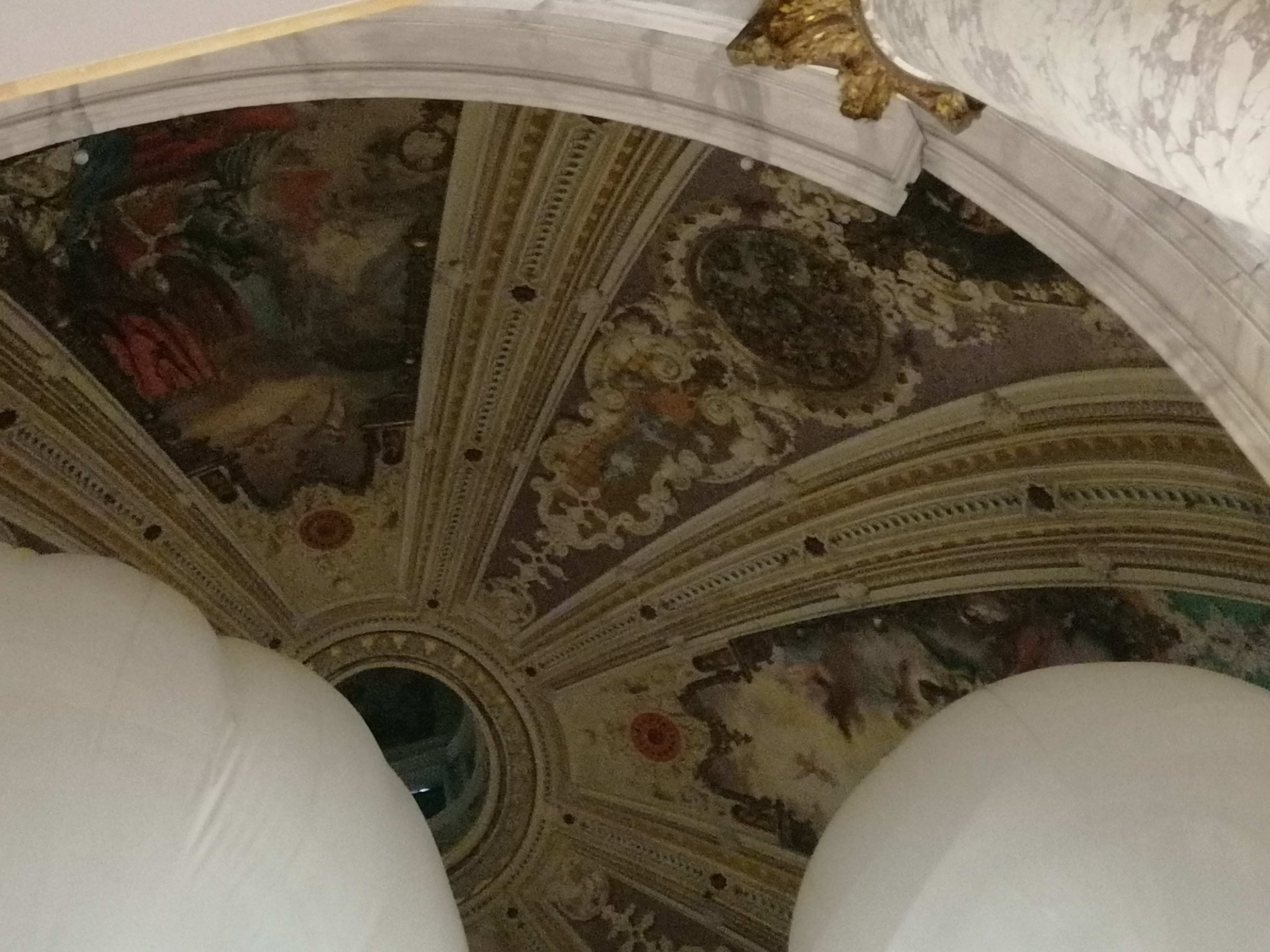
Particolare della cupola.

L'aspetto attuale di tutto il complesso, chiesa e Convento annesso, è frutto del rifacimento avviato nel 1743 nel corso del quale gli edifici subirono radicali trasformazioni ad opera dell'architetto Francesco Maria Ciaraffoni che ne progettò gli interni e lo scalone. Probabilmente fu affiancato da Domenico Luigi Valeri e Mattia Capponi. Con gli scavi delle nuove fondamenta del convento, rivennero alla luce quelle statue romane rinvenute già nel 1559 e poi rinascoste, oggi sono esposte al Museo civico di Palazzo Pianetti. 
La chiesa odierna presenta un grande tiburio e una facciata mai completata, che venne avanzata di un paio di metri sulla piazza. L'interno, a pianta centrale ellittica con profonda abside semicircolare, è tutto impostato sulla grande cupola a base ovale decorata di stucchi e affreschi con le Storie di san Francesco e le Virtù di San Floriano, eseguiti in stile tardo-barocco dal locale Luigi Mancini fra il 1851 e il 1857.

### Vicende contemporanee
I Padri conventuali vennero allontanati una prima volta durante il periodo napoleonico dal 1810 al 1820; e definitivamente con il Decreto Valerio del 1860. In quell'anno la chiesa venne sconsacrata e adibita a prima sede della biblioteca civica, poi della pinacoteca comunale. Il convento ospitò da allora le Scuole elementari Mestica.
Negli anni 2000 venne deciso di trasformare la chiesa in un teatro-studio. La progettazione del nuovo allestimento venne affidata all'architetto milanese Italo Rota e venne inaugurato nel maggio 2002. Il 15 novembre 2005, l'edificio culturale è stato dedicato alla scomparsa attrice jesina Valeria Moriconi nel giorno del suo compleanno.